# Піві-малюк сірий
Піві-малюк сірий (Empidonax wrightii) — вид горобцеподібних птахів родини тиранових (Tyrannidae). Мешкає на заході Північної Америки. Вид названий на честь американського ботаніка Чарлза Райта.

## Опис

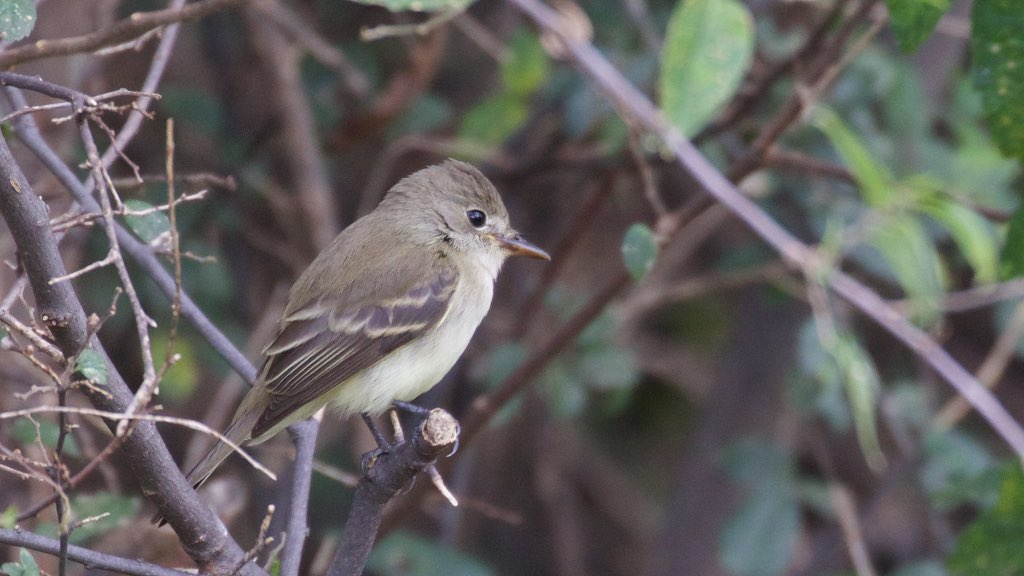
Сірий піві-малюк

Довжина птаха становить 15 см, вага 22 см, вага 12,5 г. Верхня частина тіла блідо-сіра, після осінньої ліньки з легким оливковим відтінком, крила і хвіст більш темні. Нижня частина тіла білувата, після линьки з легким жовтуватим відтінком. На крилах білі смуги, навколо очей малопомітні білі кільця, перед очима є світлі смуги. Дзьоб довгий, вузький, хвіст довгий. У молодих птахів оливковий і жовтий віджтінки в оперенні є більш виражені, груди коричнюваті, на крилах охристі смуги.

## Поширення і екологія
Сірі піві-малюки гніздяться від крайнього півдня Британської Колумбії до східної Каліфорнії та до південно-західного Вайомінга, західного Колорадо і північного заходу Нью-Мексико. У серпні-вересні вони мігрують до Мексики, окремі популяції зимують також на заході Техасу та на півдні Нижньої Каліфорнії. Повертаються на північ у квітні-травні, причому самці прилітають до місць гніздування на тиждень раніше, ніж самиці.
Сірі піві-малюки живуть на сухих гірських схилах, порослих чагарниками (Artemisia, Purshia, Chrysothamnus, Ericameria nauseosus, Cercocarpus ledifolius, Juniperus) і соснами), в гірських лісах з рідким підліском і в рідколіссях, на висоті до 2500 м над рівнем моря.

## Поведінка
Сірі піві-малюки живляться комахами та іншими дрібними безхребетними, на яких вони чатують в чагарниках, взимку іноді доповнюють раціон ягодами. Сезон розмноження триває з кінця травня до середини серпня. Сірі піві-малюки є територіальними, моногамними птахами, хоча серед них були зафіксовані випадки полігамії. Гніздо відносно велике, чашоподібної форми, самиця будує його зі стебел трави і смужок кори, встелюється м'яким матеріалом, озміщується в чагарниках або на дереві, на висоті від 1 до 6 м над землею. В кладці 3-4 яйця, інкубаційний період триває приблизно 2 тижні. Пташенята покидають гніздо через 16 днів після вилуплення. За сезон може вилупитися два виводки.

## Збереження
МСОП класифікує цей вид як такий, що не потребує особливих заходів зі збереження. За оцінками дослідників, популяція сірих піві-малюків становить приблизно 2,9 мільйонів птахів і поступово зростає.